# Ringsendung

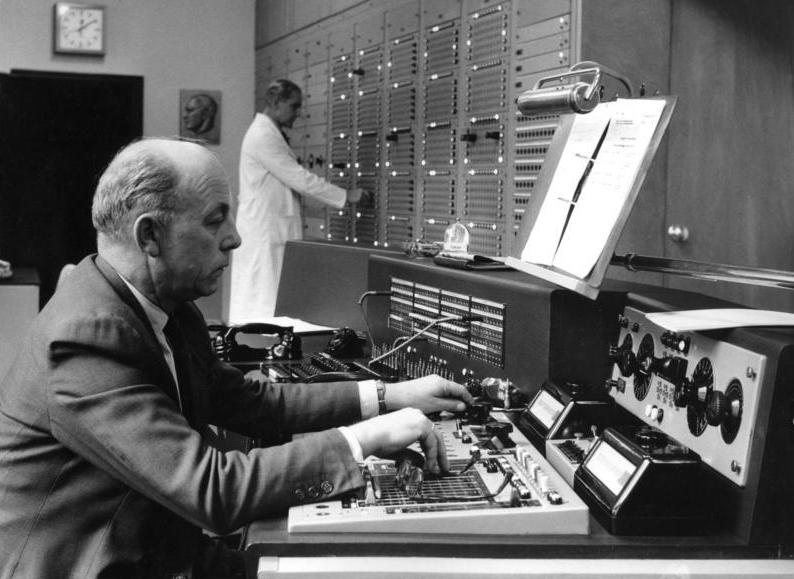
Hauptschaltraum eines Hörfunksenders (WDR, Funkhaus Köln im Jahr 1954)

Eine Ringsendung ist eine Rundfunksendung, bei der mehrere Fernseh- oder Hörfunksender zu einer Direktübertragung und Gemeinschaftssendung zusammengeschaltet sind.
Zum Programminhalt tragen einzelne oder alle Sender einen Anteil bei. Dadurch erweitern diese Sender ihren normalerweise vorhandenen Empfangsradius über alle teilnehmenden Sendefrequenzen.
Für den Österreichischen Rundfunk (ORF) ist die Möglichkeit zur Ausstrahlung von Ringsendungen gesetzlich geregelt. Der § 3 Abs. 2 Satz 2 des ORF-Gesetzes (Bundesgesetz über den Österreichischen Rundfunk) lautet: „Einzelne von den Landesstudios gestaltete Hörfunksendungen, an denen ein besonderes öffentliches Informationsinteresse besteht, können auch bundesländerübergreifend ausgestrahlt werden (Ringsendungen).“